# 自传

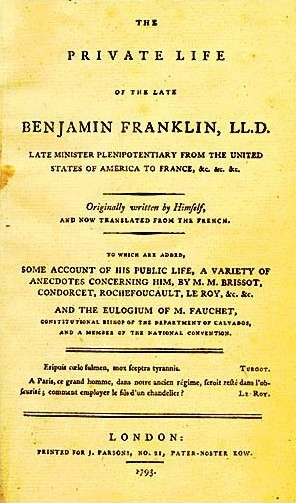
1793年富兰克林自传初版的表紙

自传是一个人写的关于自己的成长经历傳記式文学体裁。主要是以回忆为主，中间夹杂一些自己的想法，抒发某种情绪，自传基本上是回憶錄的一種。
清朝人吳曾祺說：“傳者，傳也，所以傳其人之賢否善惡，以垂示萬世，本史家之事，後則文人學士亦往往效為之。”司馬遷的《報任安書》也是自傳成份很重的信函。洛克菲勒規定洛克菲勒后代不能出自傳，但戴维·洛克菲勒打破了這個傳統而撰写了《抓住每分钱：洛克菲勒自传》。美國最著名的《富兰克林自传》是发明家本杰明·富兰克林在1771年執筆，1788年完成，前后历时17年之久。著名的自传如：《假如给我三天光明》、《我的前半生》、《甘地自传》、《達爾文自傳》、《我的奮鬥》、《阿加莎·克里斯蒂自传》、《馬克·吐溫自傳》、《亨利·福特自传》、胡適《四十自述》、《沈從文自傳》、《張忠謀自傳》。
自傳的格式不拘；梁啟超（三十自述）一開始即吟古典詩一首以出之。也有作家將自傳以小說形式發表，如蕭紅的《生死場》。字數亦不拘，從數百言至數百萬言都有。
中國文人多注重道德倫理，自傳是否全然代表「真實」而「正確」是一個很大的問題，為了美化自己，通常有大量的「想像」與「虛構」成份。余英時指出中國古代以「家風」「世德」為主的自傳資料並無法突出一己的個性與人格。
今日求职都需要在履歷表上附上自傳。